# Makikihi (fleuve)
Le fleuve Makikihi  (en anglais : Makikihi River) est un cours d’eau du sud de la région de Canterbury dans l’Île du Sud de la Nouvelle-Zélande.

## Géographie
Il s’écoule vers l’est à partir de sa source dans la chaîne des ‘Hunters Hills’ à 30 km au sud-ouest de la ville de Timaru, et passe à travers le petit centre ville de « Makikihi » avant d’atteindre l’Océan Pacifique.